# 大熊清
大熊清（日语： Okuma Kiyoshi，1964年6月21日—），日本足球教练，前職業足球运动员，埼玉县浦和市出生。大熊裕司的弟弟。

## 俱乐部生涯
1987年，大熊清在東京瓦斯开始足球生涯。1992年退役。

## 外部連結
- （日語）J.League Data Site（页面存档备份，存于）